# Chaitophorus populihabitans
Chaitophorus populihabitans är en insektsart. Chaitophorus populihabitans ingår i släktet Chaitophorus och familjen långrörsbladlöss. Inga underarter finns listade i Catalogue of Life.